# Pennzoil
Pennzoil ist ein Markenname von Royal Dutch Shell, unter dem das Unternehmen auf dem US-amerikanischen Markt Motoröle vertreibt. Pennzoil wurde zu Beginn des 20. Jahrhunderts als Markenname etabliert, der von verschiedenen Motorölproduzenten genutzt wurde. Durch eine Vielzahl von Fusionen und Übernahmen wurde die Pennzoil Company 1925 als ein Zusammenschluss dieser Unternehmen gegründet. Die Kontrollmehrheit an der Pennzoil Company hielt von Beginn an South Penn Oil, ein Unternehmen, das vormals dem Standard Oil Trust angehörte und im Zuge dessen Aufspaltung seine Unabhängigkeit gewann. Im Jahr 1955 wurde Pennzoil komplett durch South Penn übernommen.

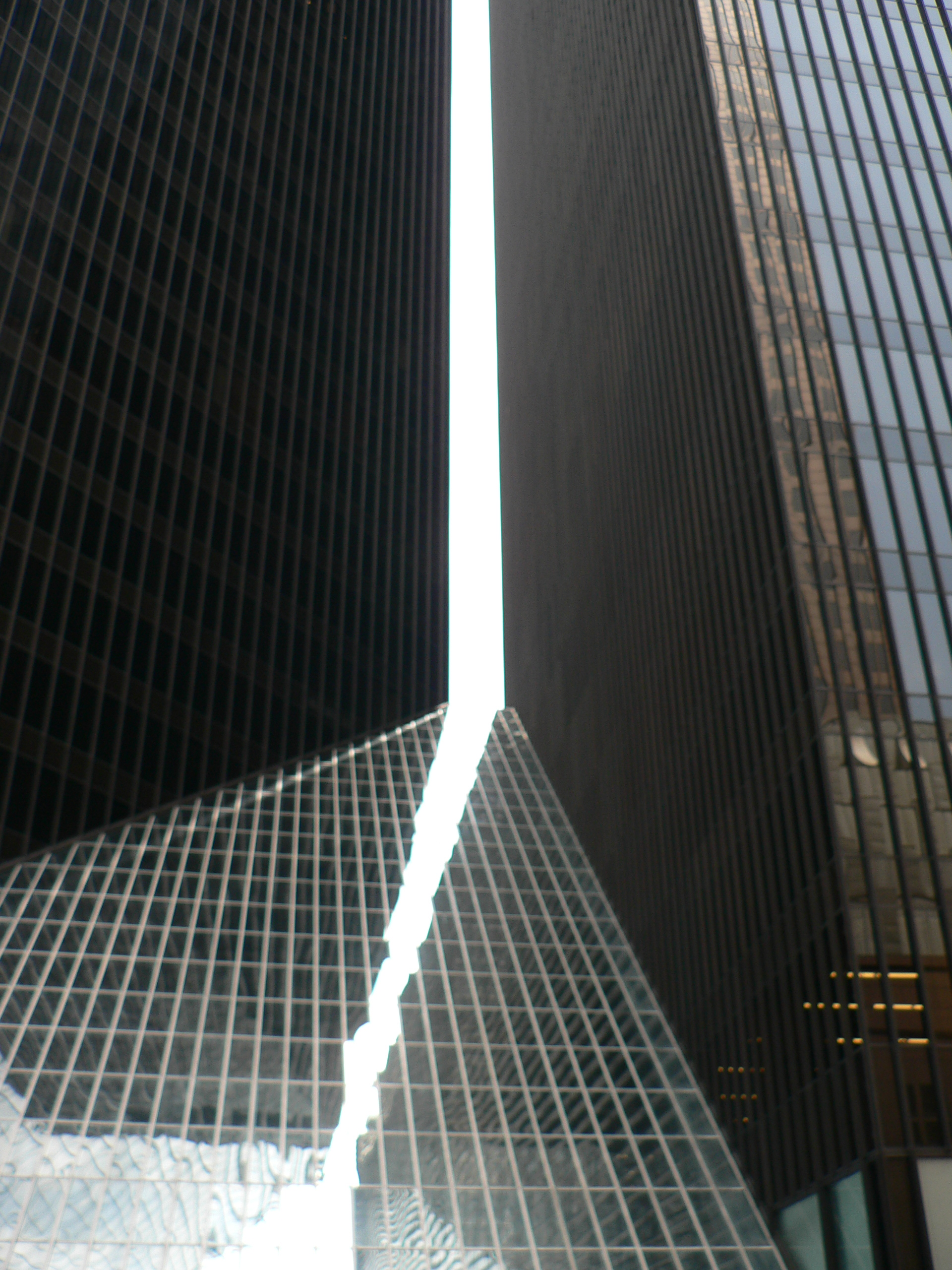
Der 36-stöckige Pennzoil Place in Houston, Texas

1963 fusionierten Zapata Petroleum, Stetco Petroleum und South Penn zu einer neuen Pennzoil Company. Zapata war ein Unternehmen im Besitz von George Bush und den Brüdern John Hugh Liedtke und Bill Liedtke. Auch Stetco gehörte den beiden Brüdern. Das fusionierte Unternehmen hatte seinen Hauptsitz in Houston. Pennzoil wuchs in den Folgejahren unter anderem durch den Kauf von United Gas. 1984 wurde zudem eine Einigung mit Getty Oil erzielt, nach der Getty auf Pennzoil vereinigt worden wäre. Wenige Tage später wurde jedoch verkündet, dass Texaco Getty übernehmen würde. In einem der größten Zivilprozesse der Vereinigten Staaten wurde Texaco in der Folge zu einer Strafzahlung von über 10 Milliarden Dollar verurteilt, da der Vertrag zwischen Getty und Pennzoil bereits rechtskräftig war. 1998 wurde Pennzoils Motorölsparte abgespalten und bald darauf mit der Quaker State Corporation zur Pennzoil-Quaker State Company fusioniert. Diese wurde ihrerseits 2002 von Shell übernommen. Das Explorations- und Fördergeschäft („Upstream“-Geschäft), das nach 1998 unter dem Namen PennzEnergy Company übrig blieb, wurde schon 1999 durch Devon Energy aufgekauft.
Pennzoils ovales Markenlogo zeigt die Liberty Bell in roter Farbe auf gelbem Grund. Der Schriftzug „Pennzoil“ verläuft schräg von links unten nach rechts oben.